# Каллери, Джанмарко
Джанмарко Каллери (итал. Gianmarco Calleri; 10 января 1942, Бузалла, Лигурия — 8 марта 2023, Рим) — итальянский футболист, предприниматель и спортивный функционер.

## Биография
Каллери был профессиональным футболистом. Воспитанник пьемонтской команды «Бачигалупо». Выступал за «Новару» и «Монцу». Целый сезон числился игроком римского «Лацио», но так и не дебютировал в первой команде.
В 1975 году Джанмарко Каллери под псевдонимом Марко Реймс принял участие в съёмках фильма Мауро Макарио «Зачем вы убиваете?», где его партнёрами по съёмочной площадке стали Морис Роне, Леонора Фани и Беба Лончар.
Завершив карьеру игрока в молодом возрасте, Джанмарко становится успешным предпринимателем и владельцем целого ряда компаний. Особое место в его бизнес-карьере занял футбол. С 1983 по 1985 год Каллери был президентом футбольного клуба «Алессандрия».
В 1986 году «Лацио» оказался на пороге краха и ссылки в низшие лиги. Местные власти обратились к Джанмарко Каллери с просьбой возглавить «бьянкочелести» в столь тяжёлый период. Совместно с братом Джорджио и римским финансистом Ренато Брокки он выкупил клуб и возглавил его в качестве президента. Он был обеспеченным человеком, но сорить деньгами не мог. Потому оздоравливать финансовое состояние клуба и пополнять его бюджет Каллери пришлось и непопулярными мерами. В частности, ему пришлось расстаться с рядом ведущих игроков и любимцев публики. Например, при Каллери был продан в «Ювентус» Паоло Ди Канио. С другой стороны, в 1992 году Джанмарко продал Серджо Краньотти клуб намного более успешный и крепко стоящий на ногах, нежели тот, что был в момент его прихода.
Ненадолго уйдя из активной футбольной жизни, Каллери вновь объявился в 1994 году, став президентом «Торино». При нём команда не добилась существенных успехов, а в 1997 году Джанмарко покинул свою должность, когда туринцы покинули высший футбольный свет Италии.
В 1998 году он возглавил швейцарский ФК «Беллинцона», которым руководил до 2001 года.
После неудачных попыток купить «Дженоа» в 2003 году и вернуться в «Лацио» в 2004-м Каллери решил уйти на покой, оставив во главе фирмы Gea World сына Риккардо.
Скончался 8 марта 2023 года в Риме в возрасте 81 года из-за проблем с сердечно-сосудистой системой.